# Il reggente (Mercadante)
Il reggente es una ópera en tres actos del compositor italiano Saverio Mercadante, con libreto en italiano de Salvatore Cammarano. Fue estrenada en el  Teatro Regio de Turín el 2 de febrero de 1843. El libreto está basado en otro libreto operístico, el que Eugène Scribe escribió en 1833 para Gustave III de Auber, y que serviría de base también años después para Un ballo in maschera de Giuseppe Verdi. 

## Historia
Il reggente es un título que forma parte de la revolución operística que Mercadante emprende tras su visita a París en 1835, la cuarta de ellas con libreto de Salvatore Cammarano. El escritor recurre en este caso a un libreto escrito por Eugène Scribe y que tomaba como base argumental el asesinato del rey Gustavo III de Suecia en 1792, pero traslada la acción a la Escocia de 1570, dando el protagonismo a Jacobo Estuardo, medio hermano de María Estuardo y regente de Escocia, asesinado en 1570. Cammarano cambia además algunos elementos de la acción para hacerla así más digerible al público de la época: Amelia estaba enamorada de Murray antes de ser obligada por su padre a casarse con Hamilton y, pese a ello, nunca cede a sus pasiones, a diferencia de lo mostrado por Auber y Verdi
La ópera se estrenó con éxito en Turín el 2 de febrero de 1843, siendo de inmediato representada en otras ciudades de Italia: el mismo año del estreno llega a Roma, Padua o Trieste, mientras en 1844 se representa en Parma o Génova, y en 1851 en Milán.. La ópera se representa también en Barcelona, en el Gran Teatro del Liceo, en 1860.
Tras el centenario de la muerte de Mercadante, en 1970, comenzaron a recuperarse algunas de sus óperas. En el caso de Il reggente, la recuperación moderna tuvo lugar ese mismo año en Siena. 

## Personajes
| Personaje                                                                                     | Voz       | Elenco del estreno Director de orquesta: Giovanni Battista Polledro |
| --------------------------------------------------------------------------------------------- | --------- | ------------------------------------------------------------------- |
| Conte Murray (regente de Escocia)                                                             | tenor     | Lorenzo Salvi                                                       |
| Duca Hamilton (su ministro)                                                                   | barítono  | Luciano Fornasari                                                   |
| Amelia (su esposa)                                                                            | soprano   | Ottavia Malvani                                                     |
| Lord Howe (primado del reino)                                                                 | tenor     | Michele Novaro                                                      |
| Kilkardy (primado del reino)                                                                  | barítono  | Giuseppe Bruscoli                                                   |
| Oscar (paje del regente)                                                                      | contralto | Elisa Bendini                                                       |
| Meg (bruja)                                                                                   | soprano   | Isabella Tadini                                                     |
| Scoto (soldado)                                                                               | barítono  | Giovanni Battista Boeri                                             |
| Siervo de Hamilton                                                                            | bajo      | Leone Marrani                                                       |
| Damas, caballeros, oficiales, pajes, soldados, marineros, pueblo, enmascarados de ambos sexos |           |                                                                     |

La escenografía corrió a cargo de Giuseppe Bertoja.

## Argumento
La acción tiene lugar en Escocia en 1570.  
Acto I El sortilegio
Gran sala en el palacio del regente
Mientras la multitud aclama al regente Murray, que regresa victorioso, los conspiradores Howe y Kilkardy planean asesinarlo. Murray, mientras tanto, sólo desea volver a ver a su amada Amelia (aria: Se tu l'imponi, esanime). Llega entonces Hamilton, quien, al ver preocupado al regente, le dice que conoce el motivo de su angustia; Murray, a quien lo que le preocupa es que la mujer a la que ama es la esposa de su amigo, teme que él haya descubierto el secreto, pero Hamilton cree que lo que le preocupa es la conjura que algunos de su entorno traman contra él. Aunque los conspiradores, que no escuchan la conversación, se muestran preocupados por lo que pueda suceder, Murray se niega a actuar, acusándolos de cobardes. Llega Oscar con las invitaciones para el baile de máscaras que va a celebrarse la noche siguiente, y escucha como Hamilton le entrega a Murray la condena al exilio para la adivina Meg; Oscar entonces defiende sus dotes adivinatorias (aria: Della notte i rai lucenti). Murray decide entonces presentarse ante la maga para poder juzgar él mismo su destino, y pide a todos que lo acompañen disfrazados. 
Morada de la maga
La maga Meg prepara una poción para invocar al diablo (aria: Aggiungo all'erbe mistiche). Todos los presentes quieren que la maga les pronostique el futuro cuando llega Murray, disfrazado de pescador, quien se da cuenta de que ninguno de sus compañeros ha llegado aún. Un soldado llamado Scoto le pide a la maga que le diga si, después de haber servido en el ejército y no haber conseguido salir de la pobreza, su suerte mejorará; ella le dice que recibirá oro y un nombramiento. Murray, al oírla, guarda unas monedas de oro y una nota con un nombramiento en una bolsa y la mete en el bolsillo de Scoto sin que éste se dé cuenta. Cuando hurga en su bolsillo, encuentra la bolsa y cuenta a todos que la predicción de la maga se ha cumplido. Llega entonces un sirviente de Amelia pidiendo una audiencia privada de la maga con su señora; Meg echa a todos los presentes, pero Murray, que ha reconocido al siervo, se esconde para poder escuchar. Entra Amelia, quien le suplica un remedio para apagar un fatal secreto amor (aria: Sì d'amor, d'amore insano). Meg le dice que le puede preparar una poción, pero ella debe recoger una hierba mágica que crece a medianoche junto al patíbulo. Amelia duda, presa del terror, pero finalmente se decide a conseguirla y parte. Al momento llegar Howe, Kilkardy y Oscar, quien reconoce a Murray. El regente quiere que la maga le pronostique el futuro; ella se da cuenta de que es un hombre de armas, y no quiere contarle lo que ve, pero cuando él insiste, le revela que morirá asesinado. Él le pide que revele la identidad del asesino, y ella le dice que será la primera persona a quien dé la mano. Como Murray no se cree la profecía, da la mano a Hamilton en cuanto éste llega. Como Hamilton se muestra sorprendido ante la reacción de todos, Oscar le cuenta lo que ha vaticinado la maga. Hamilton se muestra preocupado, ya que venía a avisar a Murray del complot que se trama contra él. Meg, disgustada por el desprecio de Murray, le dice que lo que ha vaticinado se cumplirá sin falta y que habrá más gente involucrada en su asesinato. Llega entonces el pueblo, aclamando al regente, por lo que Meg por fin descubre su identidad, y le confiesa a Oscar que no importa lo que hagan, Murray va a ser asesinado, lo que le provocará un gran dolor al joven paje. 
Acto II La dama velada
Lugar desierto junto al patíbulo, en las afueras de Edimburgo
Amelia llega aterrada a cumplir con el encargo de Meg, cuando es sorprendida por Murray. El regente loe confiesa su amor, que ella rechaza, ya que ahora está casada con su amigo Hamilton. Ante los reproches de Murray, Amelia le recuerda que su padre, enemigo suyo, la obligó a casarse cuando él estaba lejos y no pudo impedirlo. Murray insiste en que le declare su amor, ella sucumbe momentáneamente, pero de inmediato trata de huir (dúo: M'ami! Tu m'ami! E dirmelo). Escuchan entonces el sonido de alguien que se acerca: es Hamilton, quien llega para avisar a Murray que su vida corre peligro, ya que los conspiradores están cerca y quieren asesinarlo. Hamilton le dice a Murray que huya a nado por el río, pero él se niega a abandonar a la mujer (Amelia se ha cubierto con un velo para que su esposo no lo reconozca). Ante la insistencia de ambos, el regente finalmente acepta huir con la condición de que Hamilton lleve a la mujer hasta la entrada de la ciudad sin tratar de averiguar su identidad, lo que Hamilton jura hacer. Cuando Murray huye llegan los conjurados liderados por Howe y Kilkardy, y se disponen a apuñalar a Hamilton, pensando que es el regente, pero Amelia se interpone gritando, y Hamilton reconoce su voz. Dolido, pide a los conjurados, quienes ya se han dado cuenta de que no es el regente, que se reúnan en su hogar, y luego se dispone con brusquedad a cumplir el juramento de llevar a la mujer hasta la ciudad. 
Acto III El baile de máscaras
Habitación en el palacio de Hamilton
Llega Amelia a su hogar, pero sabe que no está a salvo, porque detrás de ella llega Hamilton dispuesto a matarla. Amelia le suplique que primero le deje despedirse de su hijo, y Hamilton lamenta tener que matar a la madre de su heredero. Son interrumpidos por un sirviente, que entrega a Hamilton un mensaje del regente, en el que les invita a un baile de máscaras. Hamilton cambia de plan, le dice a Amelia que irá al baile, volverá a ver a su amado y él estará allí. Amelia se retira entonces sospechando que su esposo trama matar a Murray. Hamilton, solo, trama el asesinato, pero por un momento duda, pensando si no sería mejor abandonar su venganza con su hijo, pero entonces le entra la duda de si realmente es hijo suyo, y se decide a asesinarlo (aria: Nuova ferita, cruda, profonda). Llegan los conjurados y él les cuenta su plan: asesinarlo en el baile de máscaras. Todos quieren ser los que lo apuñalen, pero Hamilton pide que lo decida la suerte: todos escriben su nombre en un papel, Howe coge uno al azar y lee el nombre de Hamilton. 
Sala de fiesta en el palacio del regente
Los enmascarados celebran la fiesta. Uno de ellos, disfrazado de mago, comienza a hacer atrevidas predicciones, y al final los invitados identifican a Oscar. Amelia entonces se acerca y le pide que le diga cómo va vestido el regente; el paje al principio se niega, pero finalmente le revela que va vestido de negro con una banda azul con borde dorado. Aparece entonces el regente, que se muestra triste frente a la alegría general: ha decidido apagar su culpable amor enviando a Hamilton junto a su mujer como embajador en Londres (aria: E' forza, è forza estinguere). Amelia, al verlo, corre a avisarle de que corre peligro; Murray la tranquiliza y le muestra la orden por la que deberán partir a Londres. Hamilton identifica al regente al ver a su mujer hablando con él y lo apuñala lleno de rabia. Los conspiradores huyen, pero Hamilton decide quedarse. Murray trata de que su amigo no sea identificado como el asesino, y le confiesa que su mujer es pura antes de morir. 

## Estructura
- Sinfonia

Acto I
- N. 1 – Introducción
  - Coro Viva il Reggente invitto al paro (Coro, Howe, Kilkardy)
  - Cavatina Se tu l'imponi, esanime (Murray, Howe, Kilkardy, Coro)
  - Dueto Fra quei, che ti circondano (Murray, Hamilton, Howe, Kilkardy)
  - Aria y Stretta de la Introducción Della notte i rai lucenti - Altra cura all'amore sopisca (Oscar, Coro, Hamilton, Murray, Howe, Kilkardy)
- N. 2 - Cavatina Aggiungo all'erbe mistiche (Meg, Coro, Scoto, Murray)
- N. 3 - Cavatina Sì d'amor, d'amore insano (Amelia, Meg, Murray)
- N. 4 - Finale I Oh! qual vede...oh quale adombra (Oscar, Hamilton, Murray, Meg, Howe, Kilkardy, Coro)

Acto II
- N. 5 - Dueto Obbedisti al genitore - M'ami! Tu m'ami! E dirmelo (Murray, Amelia)
- N. 6 - Finale II Ivi fra l'ombre, miralo - Qual rifulse baleno tremendo - Lo sguardo d'ognun in cor mi discende (Kilkardy, Howe, Amelia, Hamilton, Coro)

Acto III
- N. 7 - Dueto Pria che mi chiuda il gelido - Trema, trema!...in me lo sdegno (Amelia, Hamilton, Servo)
- N. 8 - Aria Nuova ferita, cruda, profonda - Già scaglio il ferro vindice (Hamilton, Howe, Kilkardy, Coro)
- N. 9 - Coro Apra il varco all'esultanza (Coro, Oscar)
- N. 10 - Aria Final E' forza, è forza estinguere - Quando l'uom tu rivedrai (Murray, Amelia, Hamilton, Coro, Howe, Kilkardy, Oscar)

## Discografía
| Año  | Reparto (Murray, Hamilton, Amelia, Lord Howe, Kilkardy, Oscar, Meg)                                          | Director de Orquesta | Sello discográfico |
| ---- | --- | -------------------- | ------------------ |
| 1970 | Giorgio Merighi, Licinio Montefusco, Maria Chiara, Dino Formichini, Vittorio Bruni, Elena Zilio, Linda Vajna | Bruno Martinotti     | Myto               |